# 多形腺腫

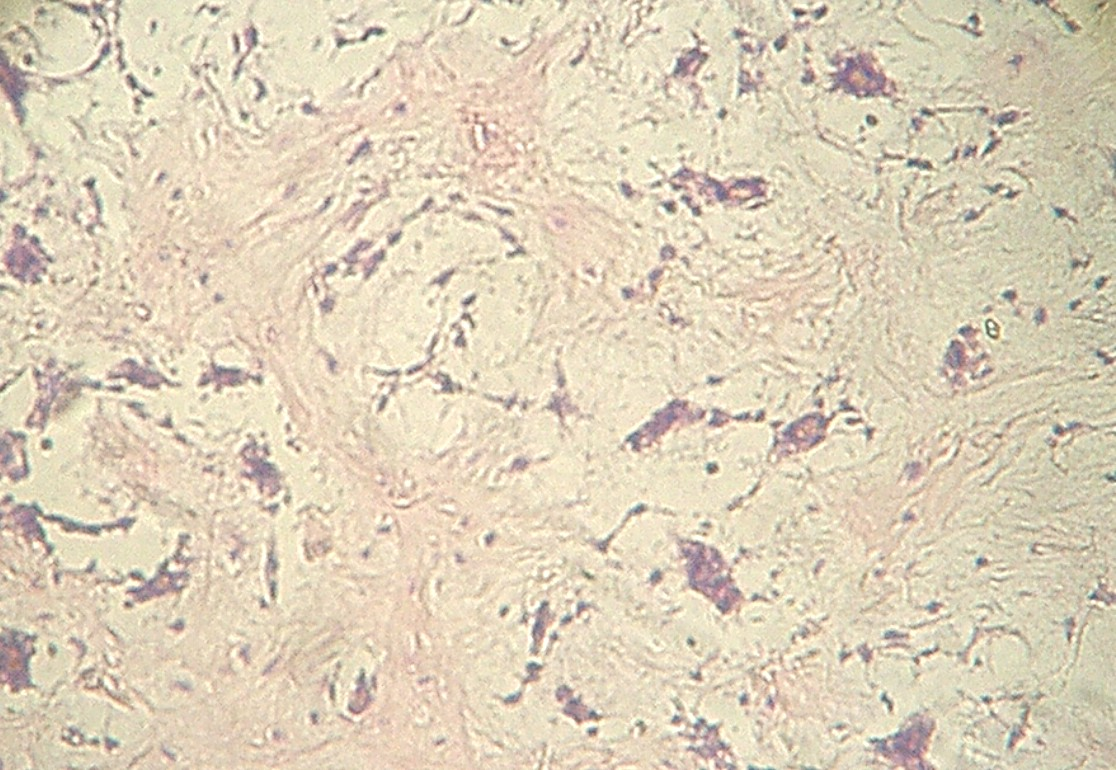
組織像（粘液腫様部分）

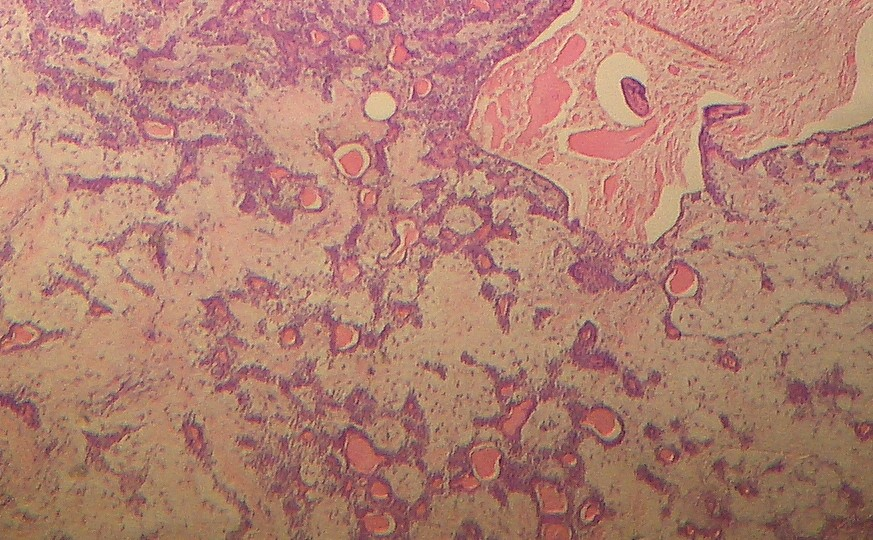
組織像（軟骨様部分）

多形腺腫（たけいせんしゅ、Pleomorphic adenoma）とは、かつて混合腫瘍と言われており、上皮成分と間質様組織成分が混在した多彩な像を呈する良性唾液腺腫瘍である。多形性腺腫とも。

## 概要
筋上皮細胞の多様な形質発現によると考えられており、様々な割合で混在する多彩な組織像が特徴である。
経過の長い症例で、急に増大した例では悪性化の可能性（多形腺腫内癌腫）がある。臨床所見は、唾液腺腫瘍の中で最も頻度が高い。耳下腺に多いが顎下腺にも好発する。小唾液腺では、硬口蓋が1/2以上を占める。

## 統計
30-40代に好発し、男女比ではやや女性に片寄っている。発育は暖慢である。潰瘍形成はまれで周囲との境界も比較的明瞭である。無痛性のため、長年放置されることが多い。

## 症状
腫瘍の存在する部分の腫脹が主要な症状である。腫瘍の増大に伴い、疼痛や片側の顔面神経麻痺などを生ずる可能性もある。

## 病理所見

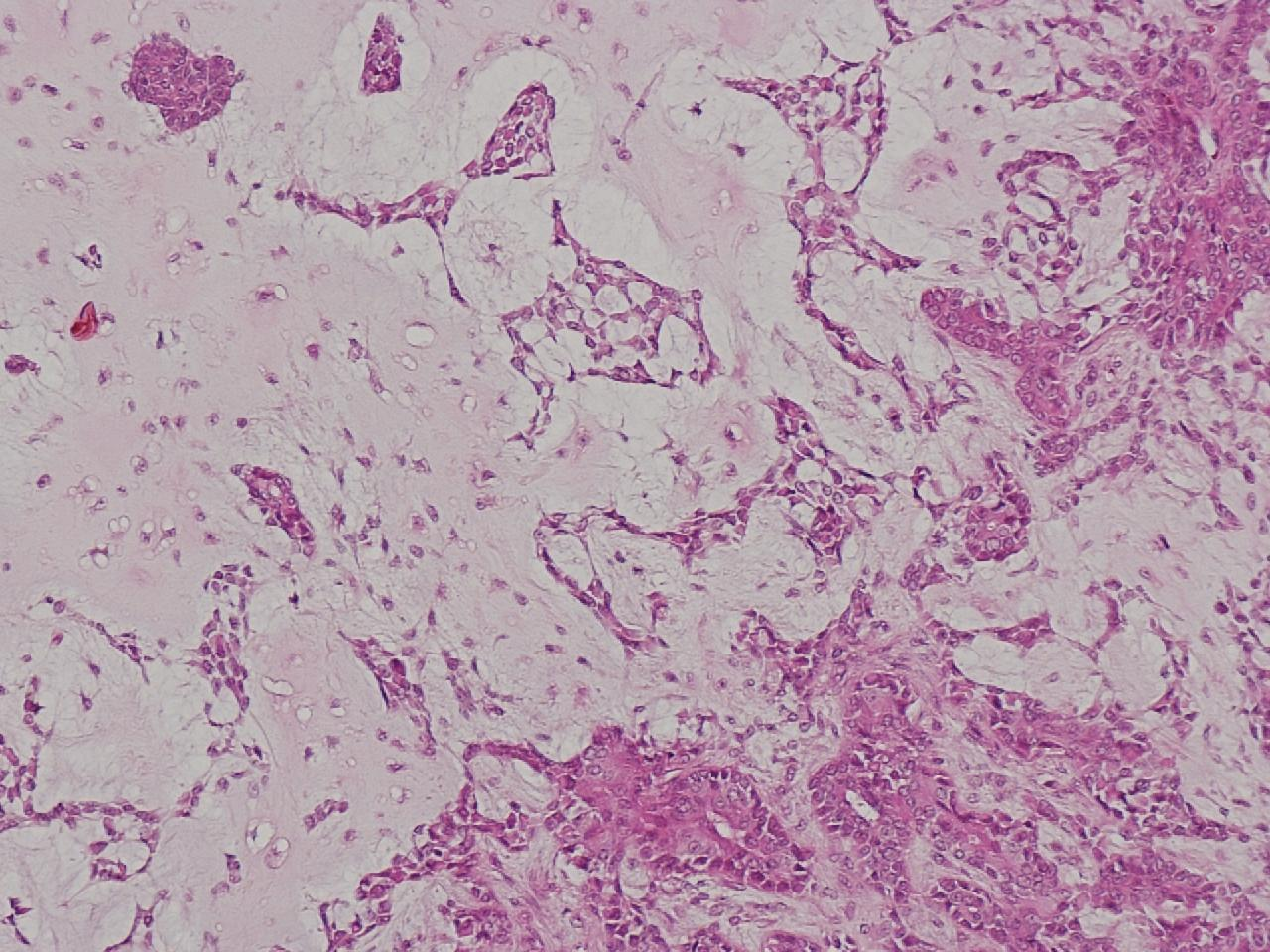
多形腺腫HE染色
Pleomorphic adenoma HE stainning

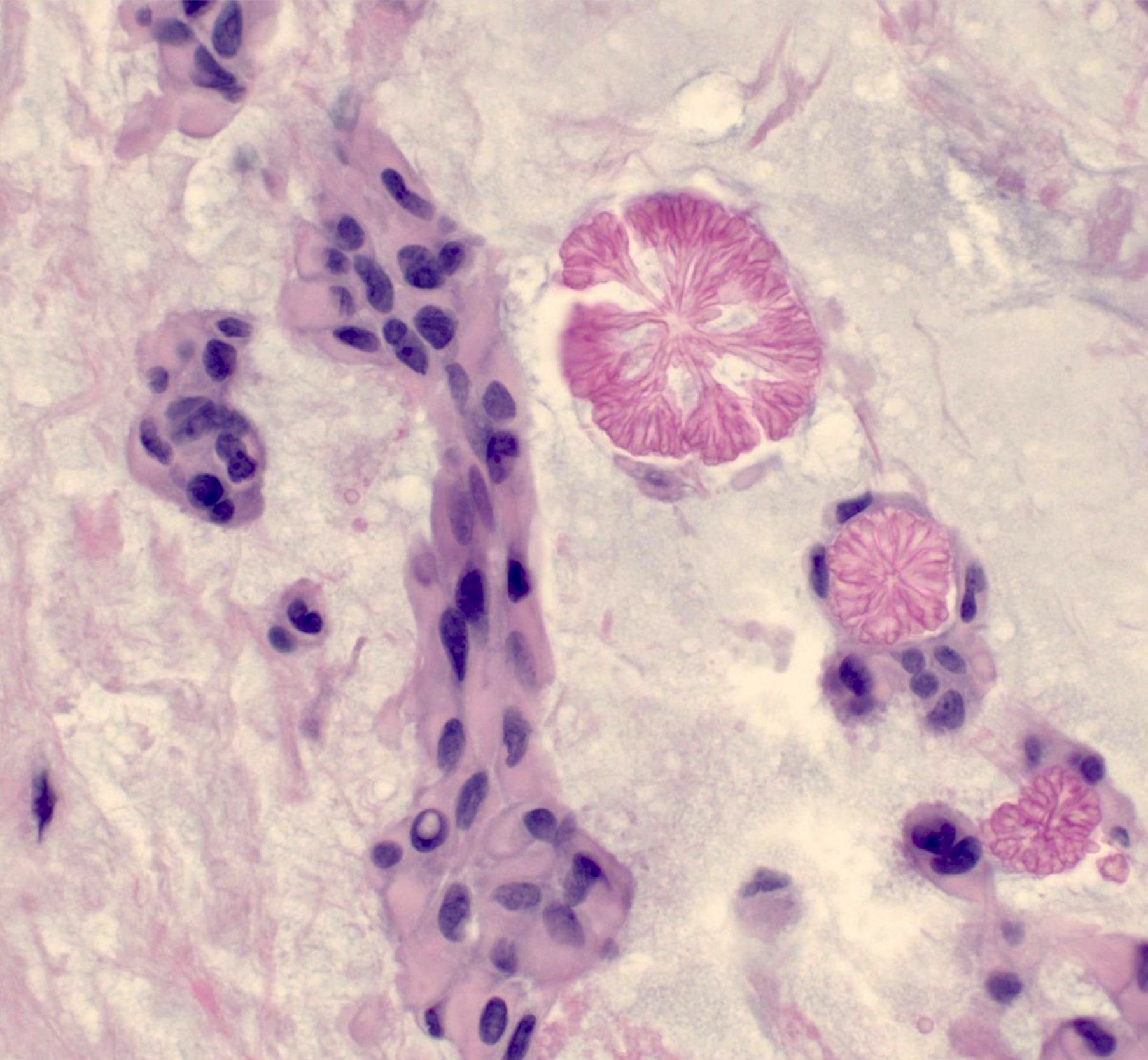
多形腺腫 tyrosine crystals 稀に腫瘍内部に好酸性の結晶が観察される。PAに特異性の高い所見である。

組織学的には、通常大唾液腺では被膜を有するが小唾液腺では被膜が不明瞭なことがある。基本的には腺管構造と腫瘍性筋上皮細胞の増生が見られ、後者は粘液腫瘍や軟骨腫瘍の間葉様組織に移行している像が主体である。間葉様構造を示す腫瘍性筋上皮細胞は（通常、神経膠細胞に特異的な中間径フィラメントとして知られている）GFAP陽性を示す。上皮成分では扁平上皮化生を伴うことがある。一部が癌化する多形性腺腫内癌では、癌部分は様々な組織像を呈する。間質成分の悪性化を伴う場合は癌肉腫の像を呈する。

## 検査
- MRI

T1で低〜中間信号、T2で中間〜高信号領域として撮影される。通常唾液腺はT1で高信号、T2で低信号領域を示すため、MRI上で腫瘍の局在を知るのは容易である。また、造影MRIを撮影すると腫瘍は造影を認める。

## 治療

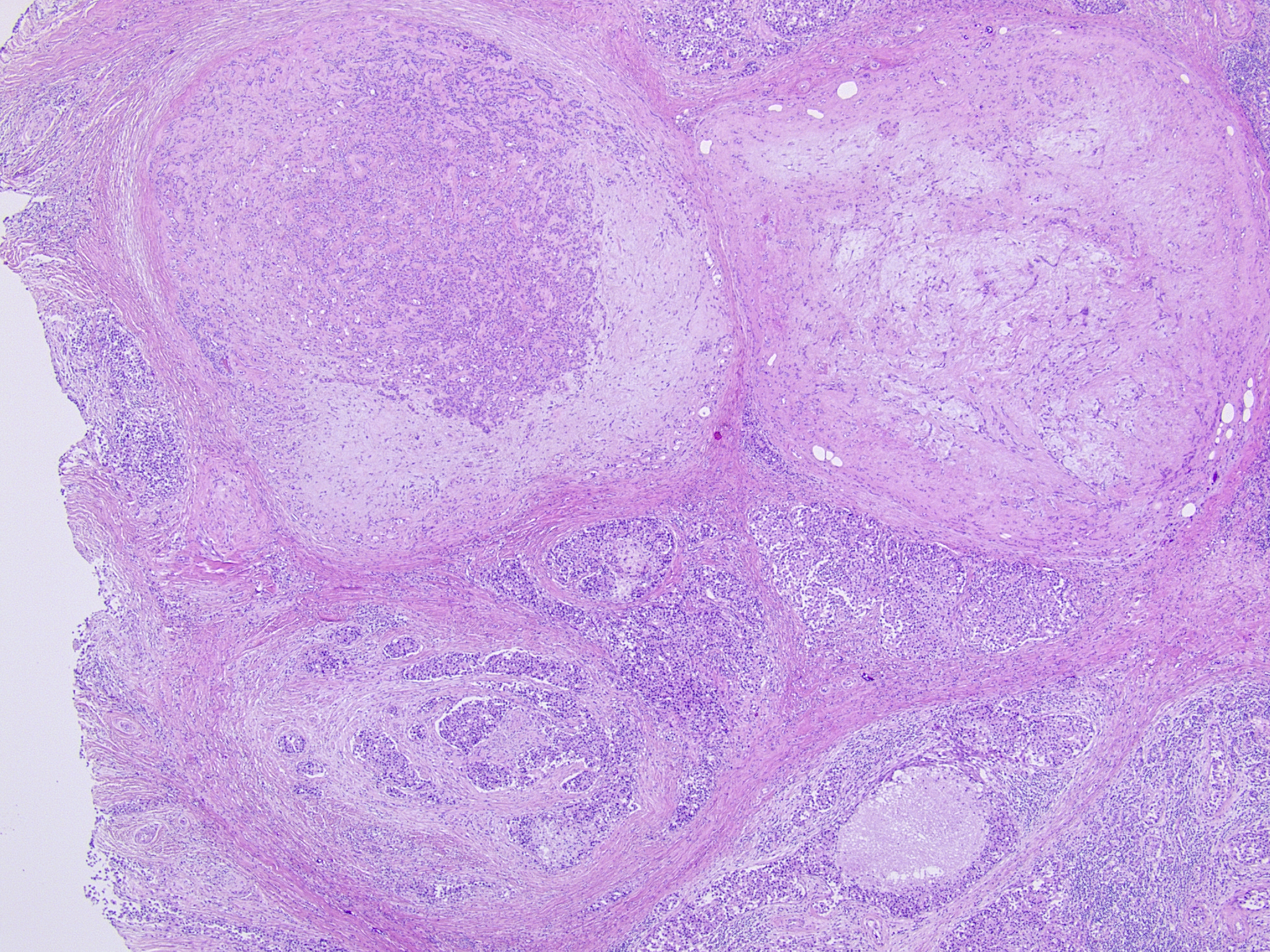
多形腺腫由来癌 carcinoma ex pleomorphic adenoma.　癌成分は導管癌 salivary duct carcinoma の形態を示すことが多い。

腫瘍摘出術が唯一の治療法である。腫瘍を放置すると顔面神経の圧迫による症状が出るほか、悪性転化する恐れがあるため、診断がついたら早めに摘出する必要がある。医原性に播種を引き起こす可能性もあるので、摘出時は偽膜を破らないように行う必要がある。

## 予後
悪性転化を認めなければ予後は良好であり、死に致る例も少ない。また、再発は稀で再発例では多結節性となることが多い。ただし、偽膜を破ってしまった場合、内部の腫瘍細胞が周囲に出てしまうために再発をきたす可能性がある。
術後の合併症として多形性腺腫に特に多いものはない。他の唾液腺腫瘍と同じく、顔面神経麻痺やフライ症候群が起こる可能性がある。